# Trochodendraceae
Trochodendraceae is een botanische naam, voor een familie van tweezaadlobbige planten. Een familie onder deze naam wordt algemeen erkend door systemen van plantentaxonomie, en ook door het APG-systeem (1998) en het APG II-systeem (2003). In deze beide systemen zijn er twee mogelijke omschrijvingen voor de familie:
- één soort
- twee soorten, dus inclusief de planten die anders de familie Tetracentraceae vormen.

In geen van deze beide systemen wordt de familie in een orde geplaatst.
De APWebsite deelt gaat uit van de brede omschrijving en deelt de familie in bij een orde Trochodendrales.
Het gaat om een heel kleine familie, van bomen in het Verre Oosten.
Ook in het Cronquist systeem (1981) was de plaatsing in een orde Trochodendrales, al gaat het daar om de familie in enge zin.